# Сабир, Иосиф Иосифович
Иосиф Иосифович Сабир (13 февраля 1777 — 17 декабря 1864, Санкт-Петербург) — генерал-майор Корпуса инженеров путей сообщения русской императорской армии.

## Биография
В Петербургском некрополе была указана дата его рождения: 2 февраля 1782 года. По новым данным он родился 2 (13) февраля 1777 года — внебрачный сын Иосифа де Рибаса, получив фамилию Саби́р («Рибас» наоборот). То, что именно Иосиф Михайлович был отцом Сабира, не вызывает сомнений. Это было подтверждено на высочайшем уровне — в 1914 году потомки Сабира указом Николая II обрели право на ношение фамилии Сабир-де-Рибас.
Получил военное образование и находился на российской военной службе. Начинал в пехоте, затем служил в Таврическом гренадерском полку. 7 сентября 1799 года получил чин майора; 2 апреля 1806 года был произведен в подполковники; 15 июля 1809 года в чине подполковника был переведен в Лейб-гвардии Семёновский полк, с оставлением в должности адъютанта принца Георга Ольденбургского; 6 февраля 1810 года был переведён в Лейб-гвардии Преображенский полк, получив 12 февраля этого же года чин полковника; 13 марта 1810 года был возвращён в Лейб-гвардии Семёновский полк, а с 3 августа этого же года числился в командировке в Корпусе инженеров водяных и сухопутных сообщений.
Умер 17 (29) декабря 1864 года; похоронен на Санкт-Петербургском католическом кладбище в склепе под храмом Посещения Пресвятой Девой Марией Елизаветы (могила была уничтожена в 1939 году). Память о нём сохранилась в названии петербургских улиц — Сабировской и Полевой Сабировской.
Был женат на Любови Сергеевне Яковлевой (15.07.1797—09.06.1854), дочке С. С. Яковлева, с 31 января 1819 года. Их дети — Михаил (17.02.1820 — 23.09.1870; генерал-майор), Сергей (10.05.1822 — 10.02.1838), Иосиф (02.07.1825 — 22.04.1831), Николай (27.07.1827 — 23.11.1890) и Константин (18.07.1830—?).

## Награды
- Награждён орденами Российской империи Св. Владимира 4-й степени с бантом (1807) и 3-й степени (1812), Св. Анны 2-й степени (1807) и прусским орденом Pour le Mérite (1807).